# Övertorneå kommun
Övertorneå kommun är en kommun i Norrbottens län i Sverige. Centralort är Övertorneå.
Kommunen genomflyts av Torne älv, en av de stora älvar som inte är utbyggda med vattenkraftverk. Tjänstenäringarna dominerar det lokala näringslivet, de största arbetsgivarna är dock kommunen och regionen.
Sedan kommunen bildades 1971 har befolkningstrenden varit negativ. Kommunen har haft skiftande koalitionsstyren, största parti i kommunfullmäktige har nästan alltid varit Socialdemokraterna.

## Administrativ historik
Kommunens område motsvarar större delen av Övertorneå socken samt Hietaniemi socken. Vid kommunreformen 1862 bildades i dessa socknar Hietaniemi landskommun och Övertorneå landskommun. Den 3 juni 1870 fördes en del av Övertorneå landskommun till då nybildade Korpilombolo landskommun.
Kommunreformen 1952 påverkade inte indelningarna i området, då varken Västerbottens eller Norrbottens län berördes av reformen. Den 1 januari 1969 införlivades Hietaniemi landskommun i Övertorneå landskommun.
Övertorneå kommun bildades vid kommunreformen 1971 genom en ombildning av Övertorneå landskommun.
Kommunen ingår sedan bildandet i Haparanda domsaga.
Kommunen ingår sedan 2000 i Förvaltningsområdet för finska och för meänkieli, kommunnamnet är Övertorneån kunta på finska och Mataringin kunta på meänkieli.

## Geografi
Övertorneå kommun gränsar till Pajala kommun i norr, Överkalix kommun i väster, Kalix kommun i sydväst, Haparanda kommun i söder samt i öster till de finska kommunerna Övertorneå och Pello. Kommunen ligger i den svenska delen av Tornedalen.

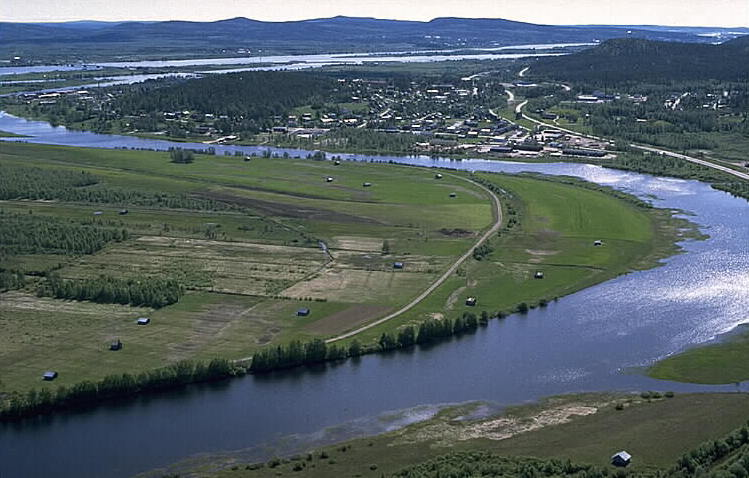
Odlingslandskap i Övertorneå.

### Topografi och hydrografi
Kommunen präglas av en berggrund huvudsakligen bestående av granit och gnejs, vilket formar ett landskap med tätt liggande bergshöjder och markerade dalgångar, där Tornedalen är den mest framträdande. Omfattande och utbredda myrar bidrar till den karakteristiska landskapsbilden, men kommunen rymmer även omfattande barrskogsområden med inslag av gammal, lavbevuxen gran- och tallskog, såsom vid Kuusivaara i norr.
Dalgången kring Torne älv är delvis fylld med sandiga fjärd- och älvsediment, vilka ger upphov till en rik växtlighet och spelar en betydande roll som ängs- och odlingsmark. Älven, som ingår i ett av Europas största oreglerade älvsystem, präglas av kraftiga vårfloder som kan leda till omfattande översvämningar, exempelvis i det stora selområdet med holmar och bankar söder om centralorten. Torne älv rinner ut i Bottenviken men är också källa till bifloden Muonioälven, tillsammans utgör de två älvarna gränsen mot Finland. Bland större sjöar återfinns Puostijärvi, Penikkajärvi och Kukasjärvi.
Nedan presenteras andelen av den totala ytan 2020 i kommunen jämfört med riket.
|  | Bebyggelse (1,3 %) |

|  | Skog (81,8 %) |

|  | Öppen myrmark (11,7 %) |

|  | Jordbruksmark (1,4 %) |

|  | Övrig mark (3,8 %) |

|  | Bebyggelse (3,1 %) |

|  | Skog (68,0 %) |

|  | Öppen myrmark (7,2 %) |

|  | Jordbruksmark (7,4 %) |

|  | Övrig mark (14,3 %) |

### Naturskydd
I kommunen finns 23 naturreservat i Övertorneå kommun som förvaltas av Länsstyrelsen i Norrbottens län. Urskogslik barrskog återfinns i Juurakkomaa naturreservat som är beläget på gränsen mellan Övertorneå och Överkalix kommuner. Flera naturreservat är belägna på bergstoppar, däribland Vittakero, Isovaara och Makkarajärvi. Armasjärvimyren, belägen en mil sydväst om Övertorneå, var tidigare en havsvik men landhöjningen har förändrat området. På myren växer bland annat kärrbräken, en växt som annars hör hemma i södra Sverige, likväl som myggstarr, en fjällväxt.

### Administrativ indelning
Fram till 2016 var kommunen för befolkningsrapportering indelad i en enda församling – Övertorneå församling.

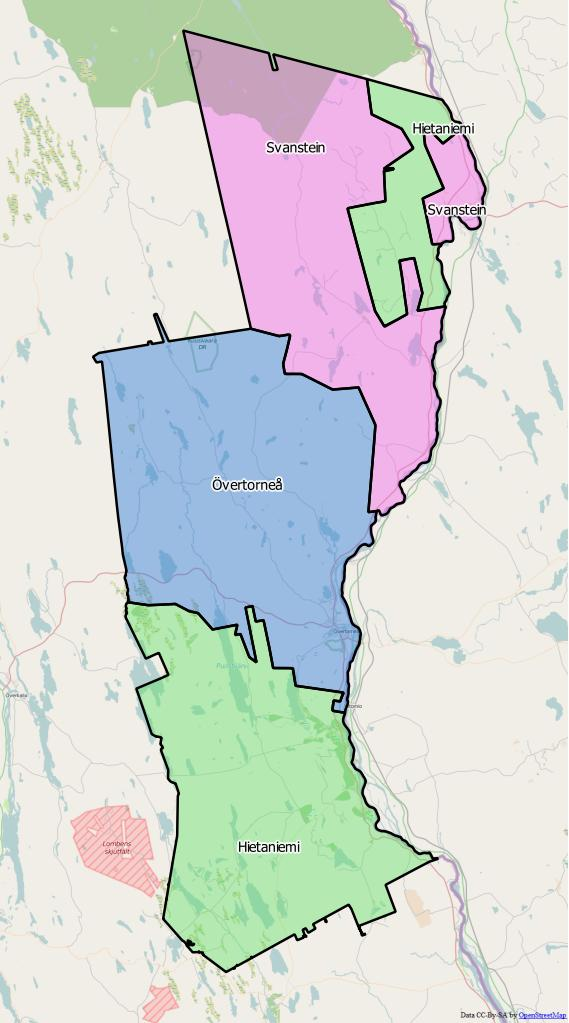
Distrikt inom Övertorneå kommun.

Från 2016 indelas kommunen istället i tre distrikt – Hietaniemi, Svanstein och Övertorneå.

### Klimat
Sett över ett år är medeltemperaturen i Övertorneå kommun mellan -1 och +1 °C. Variationerna i temperaturen kan på ett år uppgå till närmare 80 grader. Både klimat och växtlighet gynnas av sommarhalvårets många soltimmar och vegetationsperiodens längd är 120–150 dygn. Årsnederbörden varierar mellan 500 och 800 mm. Ett normalår har kommunen ett snötäcke under 175–200 dygn.

### Tätorter
Den 31 december 2015 fanns det tre tätorter i Övertorneå kommun.
| Nr | Tätort     | Folkmängd |
| -- | ---------- | --------- |
| 1  | Övertorneå | 1 906     |
| 2  | Juoksengi  | 327       |
| 3  | Hedenäset  | 243       |

Centralorten är i fet stil.

## Styre och politik

### Styre
Största parti i kommunfullmäktige har traditionellt sett varit Socialdemokraterna, med undantag för valet 2022 då Centerpartiet blev större. Partiet hade även egen majoritet under mandatperioderna 1994–1998 och 2010–2014. Näst största parti i kommunfullmäktige har för det mesta varit Centerpartiet, med undantag för valet 1998 (då Övertorneå-alternativet blev det näst största partiet). I valet 2014 fick Centerpartiet 5 fler röster än Övertorneås Fria Alternativ, men de två partierna hade samma antal mandat.
I kommunfullmäktigevalet 2010 var Övertorneå den kommun med högst andel personröster i Sverige. Av alla röster på partier som tagit mandat var 73,0 procent personröster; i hela Sverige var andelen 31,2 procent.
Övertorneå kommun styrdes under mandatperioden 2015–2018 av en majoritet bestående av Centerpartiet, Övertorneås Fria Alternativ, Norrbottens sjukvårdsparti, Kristdemokraterna och Moderaterna. Efter valet 2018 gjordes en ny koalition där samtliga partier kvarstod i alliansen bortsett från Moderaterna som byttes ut mot Vänsterpartiet. En ny majoritet tog över efter valet 2022 bestående av Centerpartiet, Framtid S Övertorneå, Kristdemokraterna och Vänsterpartiet.
| År        | Partier | Partier | Partier | Partier | Partier | Partier |
| --------- | ------- | ------- | ------- | ------- | ------- | ------- |
| 1992–1994 | C       | ÖA      | M       | KD      | FP      |         |
| 1995–1998 | S       |         |         |         |         |         |
| 1999–2002 | S       | C       | V       |         |         |         |
| 2003–2006 | S       | NS      | V       | ÖA      |         |         |
| 2007–2008 | S       | V       | ÖA      |         |         |         |
| 2008–2010 | C       | NS      | ÖA      | M       | KD      |         |
| 2011–2014 | S       | V       | ÖFA     |         |         |         |
| 2015–2018 | ÖFA     | C       | NS      | KD      | M       |         |
| 2018–2022 | C       | NS      | KD      | V       | ÖFA     |         |
| 2022–2026 | C       | FrSÖ    | KD      | V       |         |         |

### Kommunfullmäktige

#### Presidium
| Presidium 2022–2026    | Presidium 2022–2026 | Presidium 2022–2026 |
| ---------------------- | ------------------- | ------------------- |
| Ordförande             | FrSÖ                | Roland Kemppainen   |
| Förste vice ordförande | C                   | Håkan Sandkvist     |
| Andre vice ordförande  | S                   | Marianne Salometsä  |

#### Mandatfördelning 1970–2022
Fyra av Sveriges riksdagspartier saknar representation i fullmäktige – Miljöpartiet, Liberalerna, Moderaterna och Sverigedemokraterna. Miljöpartiet har aldrig haft något mandat, Folkpartiet förlorade sitt mandat i fullmäktige vid valet 1994, Moderaterna förlorade sitt mandat vid valet 2018 medan Sverigedemokraterna avanmälde sig från kommunvalet 2022 i Övertorneå.
| 7 | 14 | 12 |  | 5 |

| 38 |

| 6 | 16 | 12 |  | 4 |

| 34 |

| 6 | 17 | 12 |  | 3 |

| 34 |

| 5 | 17 |  | 11 |  |  | 3 |

| 31 | 8 |

| 5 | 18 |  | 10 |  |  | 3 |

| 31 | 8 |

| 5 | 17 |  | 11 |  |  | 3 |

| 29 | 10 |

| 4 | 19 | 11 |  |  | 3 |

| 32 | 7 |

| 3 | 16 | 6 | 8 |  |  | 4 |

| 30 | 9 |

| 3 | 20 | 4 | 10 | 2 |

| 27 | 12 |

| 4 | 13 | 3 | 6 | 5 | 2 | 2 |

| 28 | 7 |

| 4 | 13 | 4 | 4 | 6 | 2 | 2 |

| 23 | 12 |

| 3 | 14 | 5 | 2 | 8 |  | 2 |

| 21 | 14 |

| 4 | 16 |  | 2 | 6 |  |  |

| 18 | 13 |

| 2 | 10 | 7 |  | 2 | 7 |  |  |

| 19 | 12 |

|  | 9 |  | 2 | 3 |  | 6 | 2 |

| 13 | 12 |

|  | 5 |  | 4 | 4 | 7 | 3 |

| 14 | 11 |

### Nämnder

#### Kommunstyrelse
Totalt har kommunstyrelsen 11 ledamöter, varav tre tillhör Centerpartiet, två tillhör Socialdemokraterna, Framtid S Övertorneå respektive Sjukvårdspartiet medan Kristdemokraterna och Vänsterpartiet har en ledamot vardera.
| Presidium 2023–2026 | Presidium 2023–2026 | Presidium 2023–2026 |
| ------------------- | ------------------- | ------------------- |
| Ordförande          | C                   | Tomas Mörtberg      |
| Vice ordförande     | FrSÖ                | Henry Barsk         |

#### Lista över kommunstyrelsens ordförande
| Namn | Namn                  | Tillträdde     | Avgick           |
| ---- | --------------------- | -------------- | ---------------- |
|      | Harry Grape (C)       | 1 januari 1992 | 31 december 1994 |
|      | Kurt A Larsson (S)    | 1 januari 1995 | 1998             |
|      | Arne Honkamaa (S)     | 1999           | september 2008   |
|      | Linda Ylivainio (C)   | oktober 2008   | 31 december 2010 |
|      | Roland Kemppainen (S) | 1 januari 2011 | 31 december 2014 |
|      | Tomas Mörtberg (C)    | 1 januari 2015 |                  |

#### Övriga nämnder
| Nämnder 2022–2026            | Ordförande | Ordförande      | Vice ordförande | Vice ordförande   |
| ---------------------------- | ---------- | --------------- | --------------- | ----------------- |
| Barn- och utbildningsnämnden | C          | Börje Rytiniemi | KD              | Åsa Alanentalo    |
| Miljö- och byggnadsnämnden   | C          | Håkan Sandkvist | FrSÖ            | Daniel Toolanen   |
| Socialnämnden                | C          | Urve Kirt       | V               | Bengt Rytiniemi   |
| Valnämnden                   | C          | Bror Noppa      | FrSÖ            | Roland Kemppainen |

### Valresultat 2022
| Parti                            | Valdistrikt | Valdistrikt | Kommun  |
| Parti                            | Starkaste   | Andel       | Andel   |
| -------------------------------- | ----------- | ----------- | ------- |
| C                                | Hedenäset   | 43,15 %     | 27,72 % |
| S                                | Övertorneå  | 22,32 %     | 19,98 % |
| NS                               | Övertorneå  | 22,90 %     | 16,16 % |
| FrSÖ                             | Kuivakangas | 20,16 %     | 14,95 % |
| KD                               | Svanstein   | 16,86 %     | 10,39 % |
| V                                | Svanstein   | 8,67 %      | 5,64 %  |
| ÖFA                              | Övertorneå  | 5,29 %      | 3,42 %  |
| M                                | Hedenäset   | 1,75 %      | 1,29 %  |
| Data hämtat från Valmyndigheten. |             |             |         |

Exklusive uppsamlingsdistrikt. Partier som fått mer än en procent av rösterna i minst ett valdistrikt redovisas.

### Internationella relationer
Övertorneå kommun har tre vänorter.
- Porsanger, Norge
- Haukipudas, Finland

## Ekonomi och infrastruktur

### Näringsliv
Tjänstenäringarna dominerar det lokala näringslivet. I början av 2020-talet svarade de areella näringarna (området i Tornedalen har bördig jordbruksmark och skogsbruket är basen för kommunens sågverksindustri) för 12 procent av arbetstillfällena. 8 procent av arbetstillfällena fanns inom tillverkningsindustrin, som i huvudsak bestod av småföretag. Kommunen var den största arbetsgivaren tillsammans med regionen. Därutöver finns en lång hantverkstradition inom trä, läder och textil. I kommunen finns koncessionssamebyarna Pirttijärvi, Korju och Liehittäjä.

#### Tjänster och turism

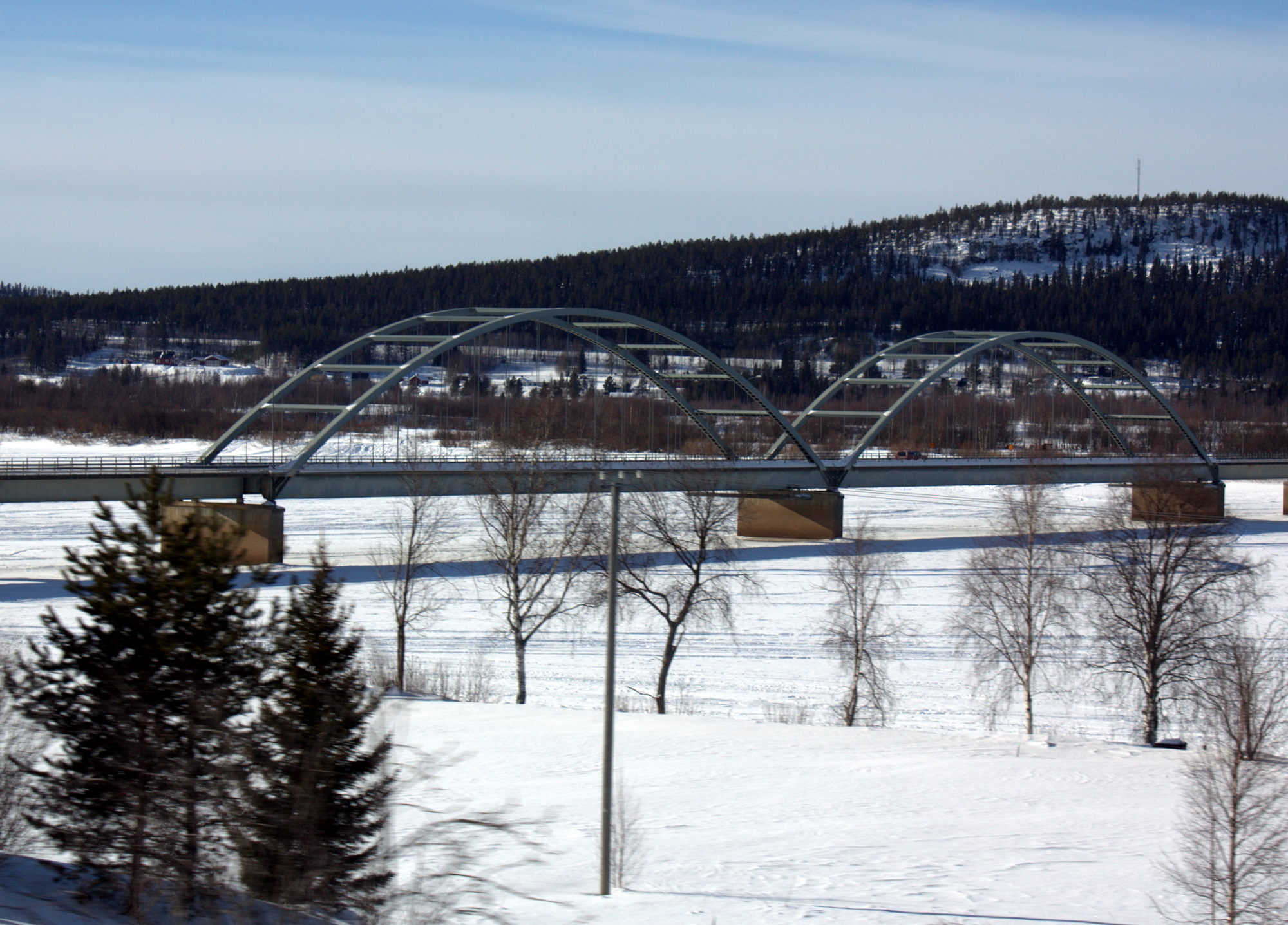
Bron mellan Finland och Övertorneå centralort, sedd från Finland. Bakom bron ses Isovaara.

Kommunen är samverkar med kommunerna Pajala, Överkalix, Haparanda och Kalix i Heart of Lapland, en del av Sveriges arktiska destination Swedish Lapland, i syfte att utveckla besöksnäringen. Besöksnäringen fokuserar på "det unika med miljön och den arktiska naturen". Bland sevärdheter återfinns exempelvis forsen Kattilakoski i Niskanpää, polcirkelpassagen i Juoksengi, Midnattssolen och utsiktsberget Niemis.

### Infrastruktur

#### Transporter
I kommunen sträcker sig länsväg 400 genom landskapet parallellt med Torne älv. Dessutom korsas området av länsvägarna 391, 398 och 402.

## Befolkning

### Demografi

#### Befolkningsutveckling
| Befolkningsutvecklingen i Övertorneå kommun 1970–2020                                                           | Befolkningsutvecklingen i Övertorneå kommun 1970–2020 | Befolkningsutvecklingen i Övertorneå kommun 1970–2020 | Befolkningsutvecklingen i Övertorneå kommun 1970–2020 | Befolkningsutvecklingen i Övertorneå kommun 1970–2020 |
| --- | ----------------------------------------------------- | ----------------------------------------------------- | ----------------------------------------------------- | ----------------------------------------------------- |
| |                                                       |                                                       |                                                       |                                                       |
| År |                                                       |                                                       | Folkmängd                                             |                                                       |
| 1970 | 1970                                                  |                                                       | 7 356                                                 |                                                       |
| 1975 | 1975                                                  |                                                       | 6 526                                                 |                                                       |
| 1980 | 1980                                                  |                                                       | 6 293                                                 |                                                       |
| 1985 | 1985                                                  |                                                       | 6 181                                                 |                                                       |
| 1990 | 1990                                                  |                                                       | 6 093                                                 |                                                       |
| 1995 | 1995                                                  |                                                       | 6 063                                                 |                                                       |
| 2000 | 2000                                                  |                                                       | 5 602                                                 |                                                       |
| 2005 | 2005                                                  |                                                       | 5 229                                                 |                                                       |
| 2010 | 2010                                                  |                                                       | 4 812                                                 |                                                       |
| 2015 | 2015                                                  |                                                       | 4 603                                                 |                                                       |
| 2020 | 2020                                                  |                                                       | 4 217                                                 |                                                       |
| Anm: Uppgifterna avser förhållandena den 31 december enligt den kommunala indelningen den 1 januari året efter. |                                                       |                                                       |                                                       |                                                       |

#### Utländsk bakgrund
Den 31 december 2014 utgjorde antalet invånare med utländsk bakgrund (utrikes födda personer samt inrikes födda med två utrikes födda föräldrar) 1 401, eller 29,74 % av befolkningen (hela befolkningen: 4 711 den 31 december 2014). Den 31 december 2002 utgjorde antalet invånare med utländsk bakgrund enligt samma definition 1 270, eller 23,56 %.

#### Invånare efter de vanligaste födelseländerna
Följande länder är de 10 vanligaste födelseländerna för befolkningen i Övertorneå kommun.
| Nr | Födelseland | Antal | Andel (%) | Andel i hela riket |
| -- | ----------- | ----- | --------- | ------------------ |
| 1  | Sverige     | 3 077 | 74,70     | 79,61              |
| 2  | Finland     | 761   | 18,48     | 1,26               |
| 3  | Sudan       | 31    | 0,75      | 0,08               |
| 4  | Norge       | 26    | 0,63      | 0,38               |
| 4  | Thailand    | 26    | 0,63      | 0,43               |
| 6  | Estland     | 25    | 0,61      | 0,09               |
| 7  | Eritrea     | 24    | 0,58      | 0,47               |
| 8  | Afghanistan | 23    | 0,56      | 0,62               |
| 9  | Ryssland    | 14    | 0,34      | 0,24               |
| 10 | Tyskland    | 12    | 0,29      | 0,53               |

### Språk
Ursprungligen befolkades Tornedalen österifrån. Traditionellt har befolkningen varit blandad mellan svenskar, samer och finnar. Sedan medeltiden har dock finska varit det dominerande språket i området som idag utgör Övertorneå kommun. Även efter gränsdragningen 1809 förblev gårds- och byanamn på finska. Svenskan blev inte vanlig i området förrän de statliga skolorna inrättades i slutet på 1800-talet. Även järnvägens ankomst till kyrkbyn Matarengi 1914–1915 bidrog till att svenskan etablerades. Giftermål över gränsen, poikkinainti, har bidragit till att behålla det finska språket även på den svenska sidan av gränsen.

## Kultur

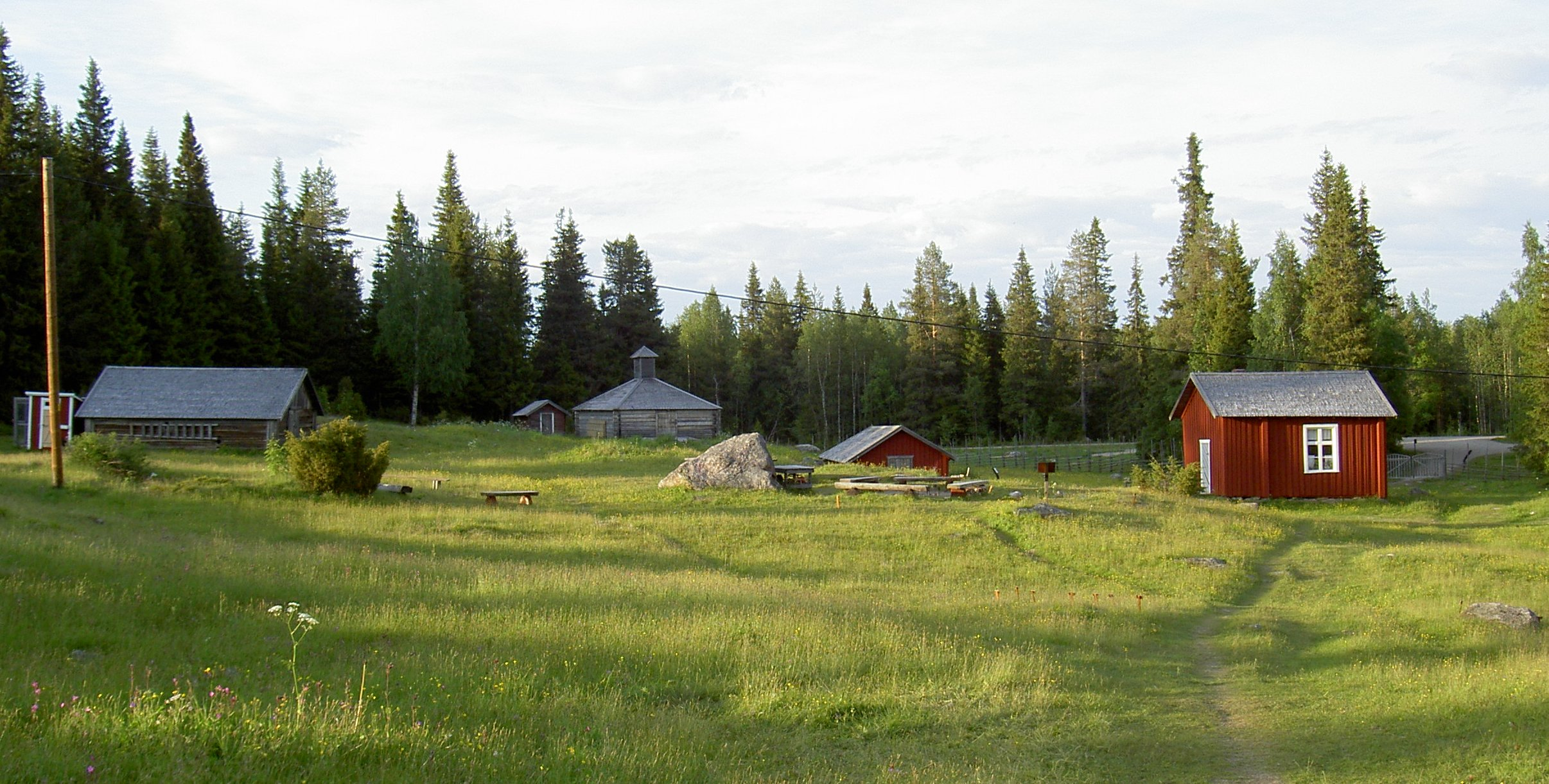
Hanhivittikko fäbod.

### Kulturarv
I Hietaniemi distrikt finns runt 45 stenåldersboplatser, vilka delvis inkluderar grop- och vallanläggningar. Därtill finns knappt 50 fångstgropar. Ett litet medeltida gravfält finns vid Kyrkudden och i distriktet finns lämningar efter samiska visten och flyttningsvägar. Bland byggnadsminnen återfinns biografen Röda kvarn. Andra kulturarv är Aunesgården, en typisk tornedalsk byggnad från 1800-talets första årtionden. Bland de kulturmiljöer som utpekas av Riksantikvarieämbetet återfinns Hanhivittikko fäbod, försvarsanläggningen från andra världskriget i Isovaara, Övertorneå kyrkoby och världsarvet Struves meridianbåge.
Andra välkända kulturinslag är träkyrkorna i Övertorneå och Hedenäset – Övertorneå kyrka respektive Hietaniemi kyrka – med unik orgel från 1600-talet.

### Kommunvapen
Blasonering: I fält av silver en gående svart räv, med röd tunga, mellan tre sexuddiga röda stjärnor ordnade två och en.
Ett 1600-talssigill för Övertorneå kyrka innehåller ett djur, som kan tolkas som en räv. Vapnet skapades och fastställdes för Övertorneå landskommun 1949. Det registrerades hos Patent- och registreringsverket för den nya kommunen 1974.

### Fotnoter
1. ↑  Folkmängd och befolkningsförändringar - Kvartal 4, 2024, SCB, 21 februari 2025, läs online.[källa från Wikidata]
2. 1 2 3  Land- och vattenareal per den 1 januari efter region och arealtyp. År 2012–2019, SCB, 21 februari 2019, läs online.[källa från Wikidata]
3. ↑  Kommuner, lista, Sveriges Kommuner och Regioner, läs online, läst: 19 februari 2019.[källa från Wikidata]
4. ↑  Största offentliga arbetsgivare, Näringslivets ekonomifakta, läs online, läst: 30 oktober 2020.[källa från Wikidata]
5. ↑  Folkmängd 31. 12. 1971 enligt indelningen 1. 1. 1972 (SOS) Del, 1. Kommuner och församlingar, SCB, 1972, ISBN 978-91-38-00209-4, läs online.[källa från Wikidata]
6. ↑   (PDF) Folkräkningen den 31 december 1950, I, Areal och folkmängd inom särskilda förvaltningsområden m.m., Tätorter. Stockholm: Statistiska centralbyrån. 1952-05-19. sid. 6*. Arkiverad från originalet den 1 oktober 2014. https://www.webcitation.org/6T09ZkyrB?url=http://www.scb.se/Grupp/Hitta_statistik/Historisk_statistik/_Dokument/SOS/Folkrakningen_1950_1.pdf. Läst 9 oktober 2014 Arkiverad 29 oktober 2013 hämtat från the Wayback Machine.
7. ↑  Andersson, Per (1993). Sveriges kommunindelning 1863–1993. Mjölby: Draking. Libris 7766806. ISBN 91-87784-05-X
8. ↑   Elsa Trolle Önnerfors: Domsagohistorik - Haparanda tingsrätt (del av Riksantikvarieämbetets Tings- och rådhusinventeringen 1996-2007)
9. ↑  Lag om rätt att använda finska och meänkieli hos förvaltningsmyndigheter och domstolar (1999:1176)
10. ↑  Enligt vad ansvarig på kommunen meddelat i april 2023
11. ↑  enligt minotitet.se
12. 1 2  ”Övertorneå - Uppslagsverk - NE.se”. www.ne.se. https://www.ne.se/uppslagsverk/encyklopedi/l%C3%A5ng/%C3%B6vertorne%C3%A5. Läst 8 maj 2024.
13. ↑  ”Torne älv - Uppslagsverk - NE.se”. www.ne.se. https://www.ne.se/uppslagsverk/encyklopedi/l%C3%A5ng/torne-%C3%A4lv. Läst 29 maj 2022.
14. ↑  ”Övertorneå · Sverige” (på svenska). Övertorneå · Sverige. https://www.google.com/maps/place/%C3%96vertorne%C3%A5/@66.1230107,23.2685788,13z/data=!4m2!3m1!1s0x45d456d96bf0fce5:0xf2ff150238c38dfd. Läst 29 maj 2022.
15. ↑  ”Markanvändningen i Sverige efter region och markanvändningsklass. Vart 5:e år 2010 - 2020”. Statistikdatabasen. http://www.statistikdatabasen.scb.se/pxweb/sv/ssd/START__MI__MI0803__MI0803A/MarkanvN/. Läst 12 oktober 2022.
16. ↑  ”Naturreservat”. www.lansstyrelsen.se. https://www.lansstyrelsen.se/norrbotten/besoksmal/naturreservat.html. Läst 29 maj 2022.
17. ↑  ”Juurakkomaa”. www.lansstyrelsen.se. https://www.lansstyrelsen.se/norrbotten/besoksmal/naturreservat/juurakkomaa.html. Läst 29 maj 2022.
18. ↑  ”Vittakero”. www.lansstyrelsen.se. https://www.lansstyrelsen.se/norrbotten/besoksmal/naturreservat/vittakero.html. Läst 29 maj 2022.
19. ↑  ”Isovaara”. www.lansstyrelsen.se. https://www.lansstyrelsen.se/norrbotten/besoksmal/naturreservat/isovaara.html. Läst 29 maj 2022.
20. ↑  ”Makkarajärvi”. www.lansstyrelsen.se. https://www.lansstyrelsen.se/norrbotten/besoksmal/naturreservat/makkarajarvi.html. Läst 29 maj 2022.
21. ↑  ”Armasjärvimyren”. www.lansstyrelsen.se. https://www.lansstyrelsen.se/norrbotten/besoksmal/naturreservat/armasjarvimyren.html. Läst 29 maj 2022.
22. ↑  
  - SFS 2015:493, justerad i SFS 2015:698 Förordning om distrikt. Trädde i kraft 1 januari 2016.
23. ↑  ÖVERTORNEÅ KOMMUN KOMMUNTÄCKANDE ÖVERSIKTSPLAN (2014), sid. 25.
24. ↑  SCB: Allmänna valen 2010: Del 3 Kommunfullmäktige
25. ↑  Sveriges Radio Allians tar över makten i Övertorneå  (Läst 8 januari 2016)
26. ↑  Wästfelt, Ludvig (9 november 2022). ”Starkt styre i Övertorneå: "De två kommande åren blir en utmaning – men jag gillar utmaningar"”. www.nsd.se. https://www.nsd.se/nyheter/overtornea/artikel/starkt-styre-i-overtornea-de-tva-kommande-aren-blir-en-utmaning-men-jag-gillar-utmaningar/r4dy33or. Läst 15 januari 2025.
27. 1 2  Norrbottens-Kuriren, 16 december 1991: "Borgerligt styre i Övertorneå"
28. 1 2 3 4  Sveriges Kommuner & Landsting: Maktfördelning för tidsperioden 1994 - 2014 Arkiverad 20 januari 2016 hämtat från the Wayback Machine. Läst 9 januari 2016
29. ↑  Norrländska Socialdemokraten, 17 oktober 2008: Nya majoriteten utsedd i Övertorneå Läst 9 januari 2016
30. ↑  Sveriges Radio, 12 april 2011: Väljarna svek den Centerledda alliansen Läst 9 januari 2016
31. 1 2 3 4  ”Övertorneå kommun – Politiska ledamöter”. overtornea.se. https://overtornea.se/kommun-politik/ledamoter/. Läst 15 januari 2025.
32. ↑  Sveriges Radio, 19 juni 2008: Arne Honkamaa avgår som kommunalråd Läst 8 januari 2016
33. ↑  Norrbottens-Kuriren, 20 juni 2008: Arne Honkamaa avgår Läst 8 januari 2016
34. ↑  Sveriges Radio, 22 september 2008: Ylivainio första kvinnliga kommunalråd i Tornedalen: "Det är stort" Läst 8 januari 2016
35. ↑  ”Övertorneå kommun - Vänorter”. Arkiverad från originalet den 24 maj 2012. https://archive.is/20120524204028/http://www.overtornea.se/information/kommunfakta/Vanorter/#. Läst 24 maj 2012.
36. ↑  ”Övertorneå - Uppslagsverk - NE.se”. www.ne.se. https://www.ne.se/uppslagsverk/encyklopedi/l%C3%A5ng/%C3%B6vertorne%C3%A5. Läst 29 maj 2022.
37. ↑  ”Karta över samebyar i Norrbottens län”. Arkiverad från originalet den 8 mars 2016. https://web.archive.org/web/20160308035926/http://www.lansstyrelsen.se/norrbotten/SiteCollectionDocuments/Sv/naringsliv-och-foreningar/rennaring/byar.pdf#. Läst 17 oktober 2011.
38. ↑  ”Heart of Lapland”. www.overtornea.se. Arkiverad från originalet den 3 augusti 2022. https://web.archive.org/web/20220803154612/http://www.overtornea.se/sv/Naringsliv/Besoksnaring/Heart-of-Lapland/. Läst 4 augusti 2022.
39. ↑  [https://www.swedishlaplandvisitorsboard.com/wp-content/uploads/2022/03/SwLap-Scenariorapport-210623.pdf ”Framtider för besöksnäringen i 
Swedish Lapland”]. KAIROS FUTURE
Consultants for Strategic Futures. 1 april 2021. https://www.swedishlaplandvisitorsboard.com/wp-content/uploads/2022/03/SwLap-Scenariorapport-210623.pdf. Läst 4 augusti 2022.
40. ↑  ”Statistiska centralbyrån - Folkmängden efter region, civilstånd, ålder och kön. År 1968 - 2015”. http://www.statistikdatabasen.scb.se/pxweb/sv/ssd/START__BE__BE0101__BE0101A/BefolkningNy/?rxid=c0ca3bb8-255c-43ba-85f1-ee5289d082c4. Läst 2 mars 2016.
41. ↑  Antal personer med utländsk eller svensk bakgrund (fin indelning) efter region, ålder i tioårsklasser och kön. År 2002 - 2014 Arkiverad 12 november 2016 hämtat från the Wayback Machine. (Läst 6 december 2015)
42. ↑  ”Folkmängden efter region, födelseland och kön. År 2000 - 2022”. Statistikdatabasen. Statistiska centralbyrån. https://www.statistikdatabasen.scb.se/pxweb/sv/ssd/START__BE__BE0101__BE0101E/FolkmRegFlandK/. Läst 26 april 2023.
43. ↑  ÖVERTORNEÅ KOMMUN KOMMUNTÄCKANDE ÖVERSIKTSPLAN (2014), sid. 24–25.
44. ↑  ”Hietaniemi - Uppslagsverk - NE.se”. www.ne.se. https://www.ne.se/uppslagsverk/encyklopedi/l%C3%A5ng/hietaniemi. Läst 29 maj 2022.
45. ↑  ”Byggnadsminnen i Norrbotten - Norrbottens museum”. norrbottensmuseum.se. https://norrbottensmuseum.se/kulturmiljoe/bebyggelse/kunskapsbank/k-maerkt/byggnadsminnen-i-norrbotten.aspx. Läst 4 augusti 2022.
46. ↑  ”Hembygdsmuseum”. www.overtornea.se. Arkiverad från originalet den 3 augusti 2022. https://web.archive.org/web/20220803121328/http://www.overtornea.se/sv/Kultur--Fritid/Kultur/Hembygdsmuseum/. Läst 4 augusti 2022.
47. ↑  [http://www.raa.se/publicerat/varia2009_45.pdf ”Klimatförändringarnas påverkan på 
Norrbottens kulturmiljöer”]. WSP. 20 juni 2019. http://www.raa.se/publicerat/varia2009_45.pdf. Läst 4 augusti 2022.
48. ↑  ”Svenska Heraldiska Föreningens vapendatabas”. Arkiverad från originalet den 18 oktober 2012. https://web.archive.org/web/20121018011750/http://databas.heraldik.se/index.php. Läst 11 december 2008.